# Сан-Кристобаль (остров, Соломоновы Острова)
Сан-Кристо́баль (англ. San Cristobal) — вулканический остров в архипелаге Соломоновы острова. Административно входит в состав провинции Макира-Улава меланезийского государства Соломоновы Острова. Коренное название острова — Макира.

## География

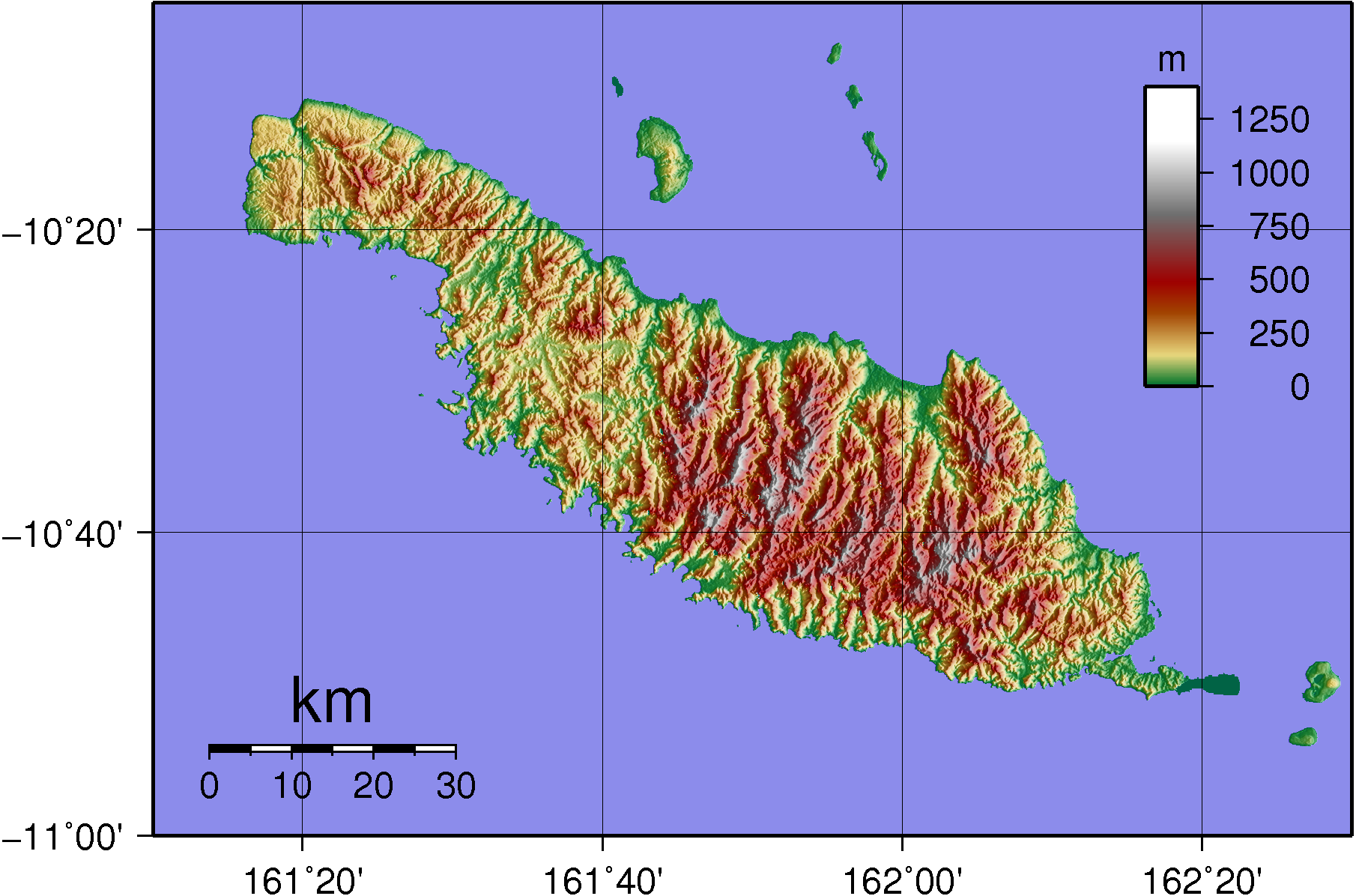
Топографическая карта острова.

Сан-Кристобаль расположен в юго-восточной части архипелага Соломоновы острова. К северо-западу расположен остров Гуадалканал и Малаита, к юго-западу — остров Реннелл. Ближайший континент, Австралия, находится на расстоянии 1750 км.
Сан-Кристобаль — один из крупнейших островов архипелага. Площадь суши острова составляет 3190,5 км². Поверхность острова представлена горными хребтами и обширными болотами, в которых водятся крокодилы. Высшая точка достигает высоты 1250 м.
Климат на острове Сан-Кристобаль влажный тропический.

## История
Остров был заселён около 1400 лет назад представителями культуры лапита. Сан-Кристобаль был открыт в 1568 году испанским мореплавателем Альварой Менданьей де Нейрой. 15 марта 1893 года над островом был установлен протекторат Британской империи и до 1971 года был частью Британских Западно-Тихоокеанских Территорий. Вторая мировая война полностью обошла стороной остров. С 1978 года Сан-Кристобаль является частью государства Соломоновы Острова.

## Население
В 1999 году численность населения острова составляла около 10 тысяч человек. Традиционно на нём проживает четыре коренных племени: ароси, бауро, кахуа и таварафа. Крупнейшее поселение Сан-Кристобаль — деревня Киракира. Вместе с прибрежными острова Сан-Кристобаль образует провинцию Макира-Улава Соломоновых Островов.
Местные жители разговаривают на нескольких меланезийских языках:
- ароси (6750 носителей в 1999 году; используется в северо-западной части острова),
- бауро (3420 носителей в 1999 году; используется в центральной части),
- кахуа (3000 тысяч в 1998 году; используется в южной части),
- ова (3069 носителей в 1999 году; используется в южной части острова),
- фагани (902 человека в 1999 году; используется в северо-западной части)[8].

Основное занятие местные жителей — сельское хозяйство и лесозаготовки. На острове действует аэродром.

## Культура

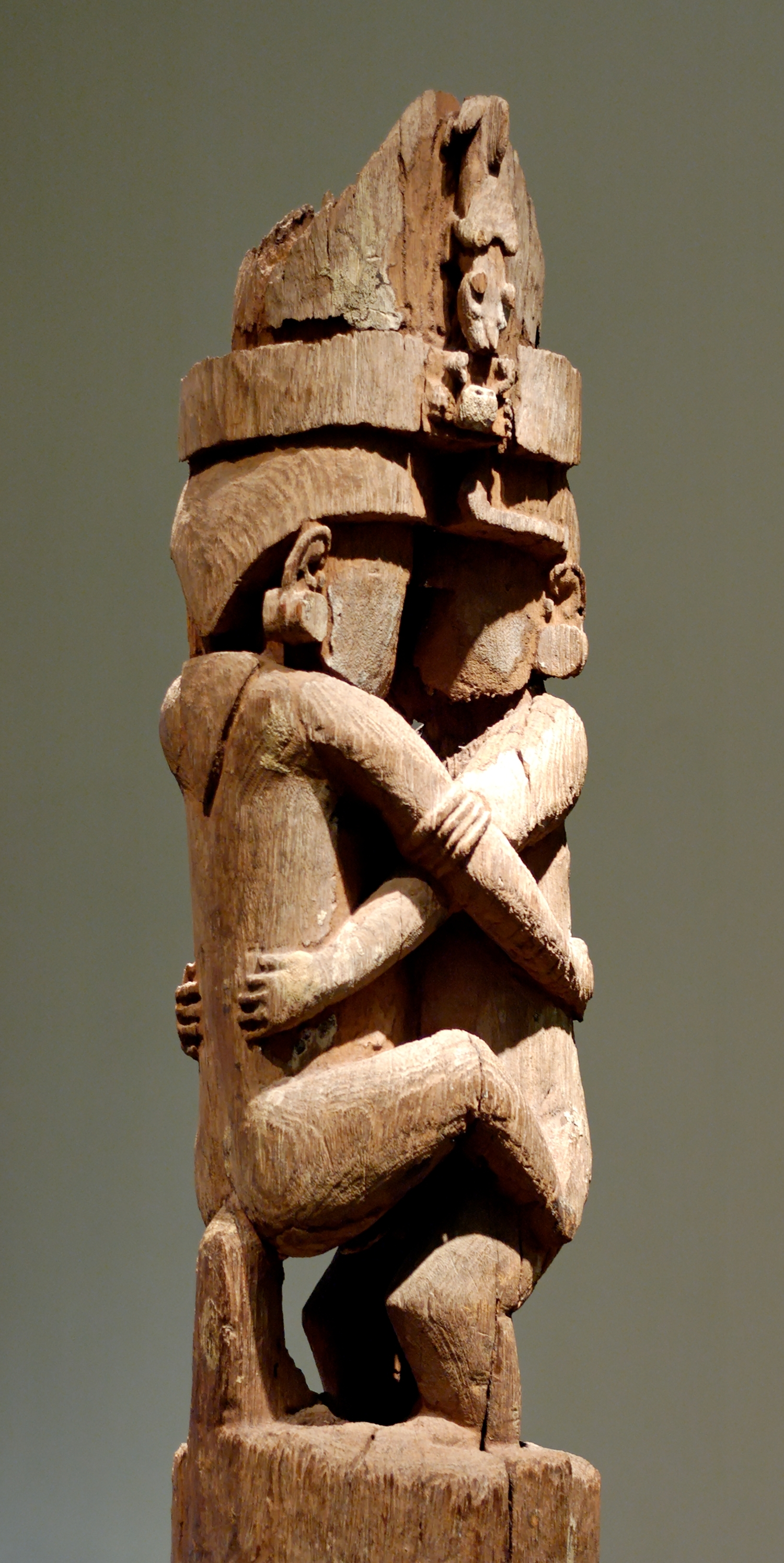
Статуэтки острова.

Жители острова в основном питаются плодами кокосовой пальмы, которая произрастает в прибрежных районах, а также различными корнеплодами (преимущественно ямсом и таро). Также разводят свиней и занимаются охотой и рыболовством. В прошлом одним из основных ремёсел было производство каноэ, а в роли денег выступали изделия из ракушек.
Основной формой объединения родственников являются билатеральные расширенные семьи, которые объединяются в патрилинейные наследственные группы, каждую из которых возглавляет вождь, власть которого наследуется. Проживание патрилокальное (то есть определяется отцом), наследование ведётся по отцовской линии. Среди благополучных мужчин распространена полигамия.
Жители поклоняются различным духам и божествам, а также предкам.